# العلاقات البالاوية البوتانية
العلاقات البالاوية البوتانية هي العلاقات الثنائية التي تجمع بين بالاو وبوتان.

## مقارنة بين البلدين
هذه مقارنة عامة ومرجعية للدولتين:
| وجه المقارنة                                              | بالاو                         | بوتان          |
| --------------------------------------------------------- | ----------------------------- | -------------- |
| المساحة (كم2)                                             | 465                           | 38.39 ألف      |
| عدد السكان (نسمة)                                         | 21.73 ألف                     | 807.61 ألف     |
| الكثافة السكانية (ن./كم²)                                 | 4.67 ألف                      | 21.04          |
| العاصمة                                                   | نغيرولمود، كورور              | تيمفو          |
| اللغة الرسمية                                             | لغة إنجليزية، اللغة البالاوية | لغة دزونكا     |
| العملة                                                    | دولار أمريكي                  | نغولترم بوتاني |
| الناتج المحلي الإجمالي (بليون دولار)                      | 291.54 مليون                  | 2.51 مليار     |
| الناتج المحلي الإجمالي (تعادل القوة الشرائية) بليون دولار | 326.12 مليون                  | 6.49 مليار     |
| الناتج المحلي الإجمالي الاسمي للفرد دولار أمريكي          | 13.50 ألف                     | 2.66 ألف       |
| الناتج المحلي الإجمالي للفرد دولار أمريكي                 | 14.76 ألف                     | 7.82 ألف       |
| مؤشر التنمية البشرية                                      | 0.780                         | 0.605          |
| رمز المكالمات الدولي                                      | +680                          | +975           |
| رمز الإنترنت                                              | .pw                           | .bt            |
| المنطقة الزمنية                                           | ت ع م+09:00                   | ت ع م+06:00    |

## منظمات دولية مشتركة
يشترك البلدان في عضوية مجموعة من المنظمات الدولية، منها:
| علم المنظمة | اسم المنظمة                        | تاريخ انضمام بالاو | تاريخ انضمام بوتان |
| ----------- | ---------------------------------- | ------------------ | ------------------ |
|             | مؤسسة التنمية الدولية              | 16 ديسمبر 1997     | 28 سبتمبر 1981     |
|             | الأمم المتحدة                      | 15 ديسمبر 1994     | 21 سبتمبر 1971     |
|             | البنك الدولي للإنشاء والتعمير      | 16 ديسمبر 1997     | 28 سبتمبر 1981     |
|             | بنك التنمية الآسيوي                | 2003               | 1982               |
|             | منظمة حظر الأسلحة الكيميائية       | ?                  | ?                  |
|             | مؤسسة التمويل الدولية              | 16 ديسمبر 1997     | 1 ديسمبر 2003      |
|             | وكالة ضمان الاستثمار متعدد الأطراف | 16 ديسمبر 1997     | 21 أكتوبر 2014     |
|             | يونسكو                             | 20 سبتمبر 1999     | 13 أبريل 1982      |

## وصلات خارجية
- موقع وزارة الخارجية البوتانية